# Розкладачка

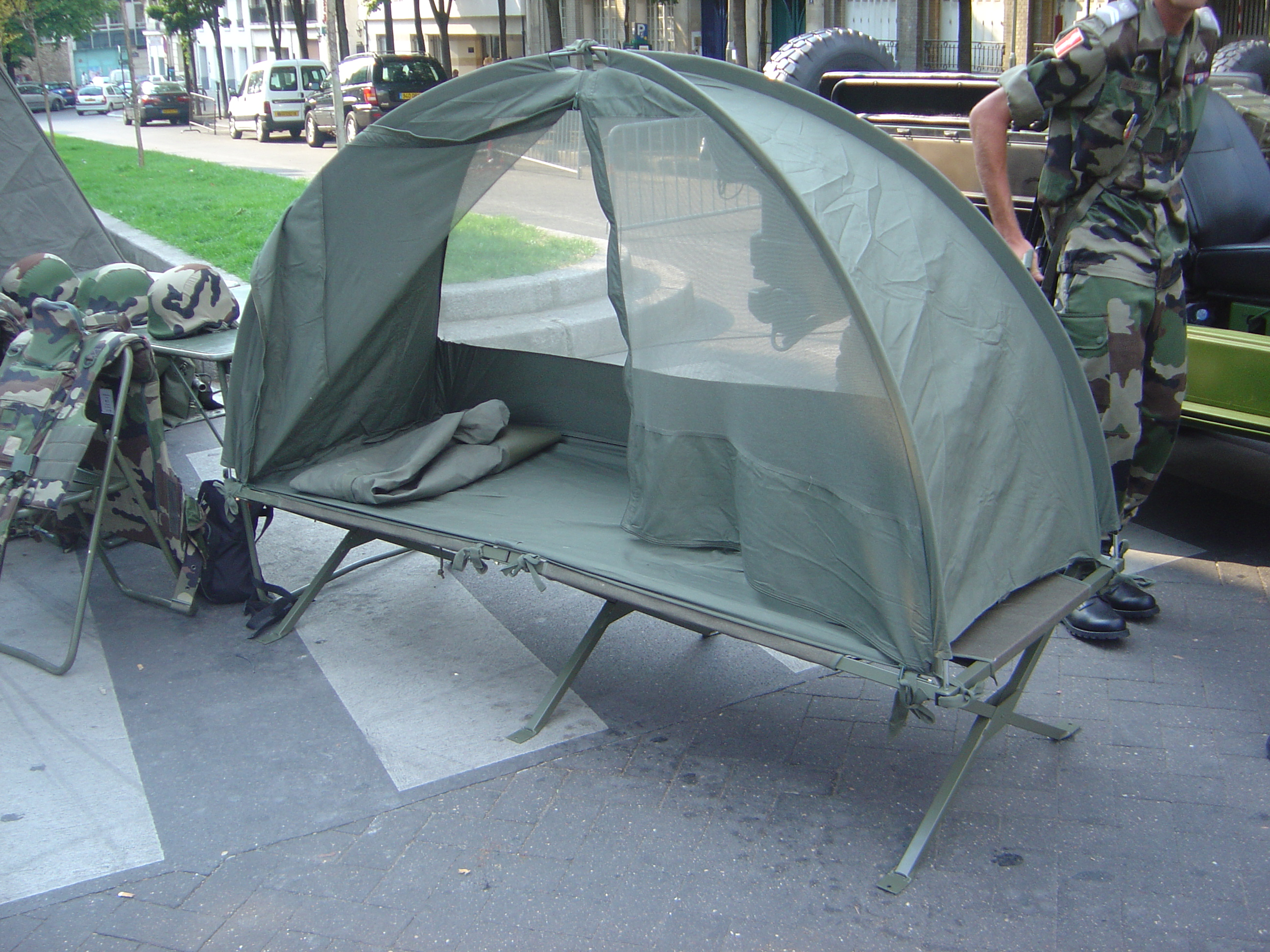
Французька армійська розкладачка

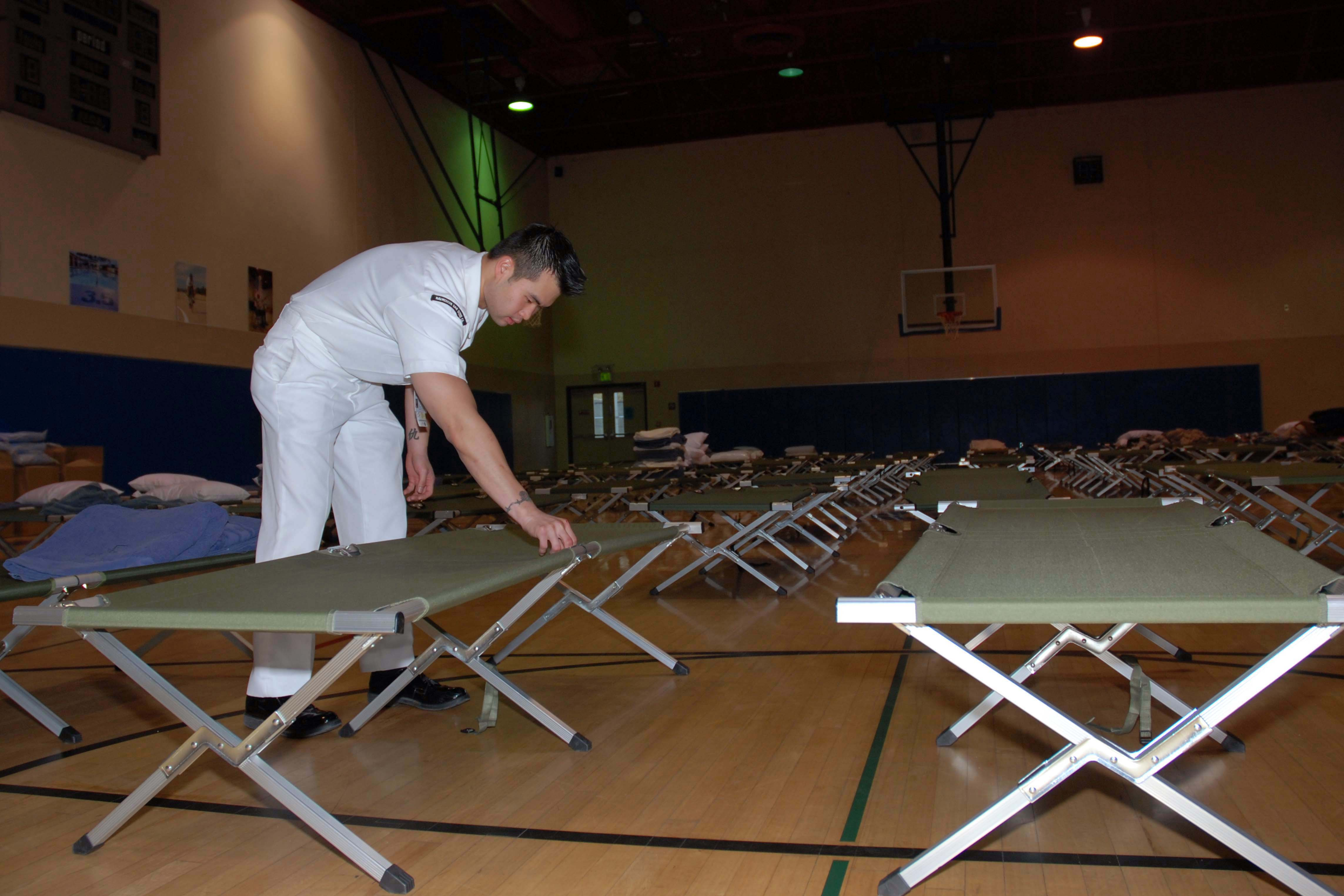
Американські армійські розкладачки

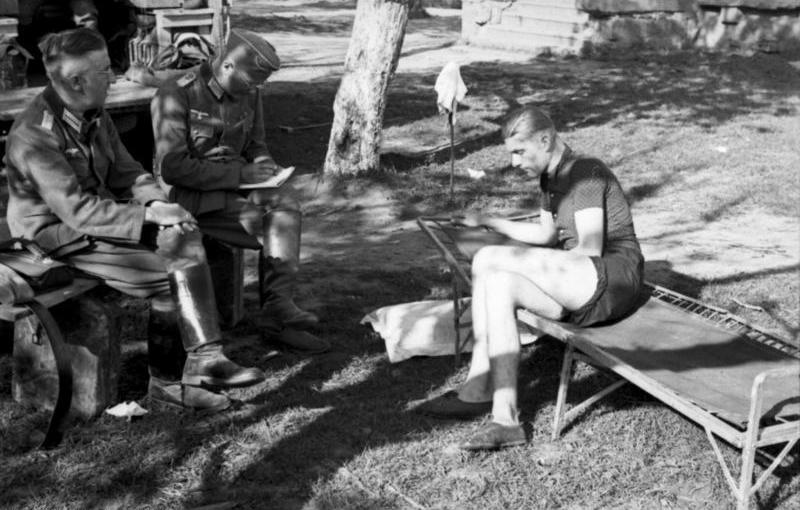
Солдат Вермахту під Львовом на розкладачці, червень 1941 року

Розклада́чка, також розклада́йка, рад. розкладу́шка (рос. раскладушка, англ. Camp bed) — розкладне ліжко, основа якого виготовлена з металевих труб, на яких натягнена цупка тканина. Головна перевага такого ліжка — його мобільність та компактність. 

## Використання
Розкладачки використовуються насамперед в армії, в туризмі та за надзвичайних ситуацій, коли треба швидко забезпечити нічліг потерпілих.

## Історія
Вважається, що перші розкладачки використовувалися у римському війську як похідні ліжка, звідки у французькій мові цей тип ліжка називається фр. Lit de camp. Брак житлоплощі у радянський період та масове використання розкладачки як додаткового ліжка зробило її незамінним, культовим елементом радянського побуту. Не дивно, що розкладачка часто фігурувала в різних гумористичних та сатиричних контекстах, у яких критикувалася радянська дійсність.. У незалежній Україні розкладачка, так само як намет чи автошина, стала типовим атрибутом протестних акцій.